# Rustam Saidov
Rustam Toʻxtasinovich Saidov, född 6 februari 1978 i Tasjkent, Uzbekistan, är en uzbekistansk boxare som tog OS-brons i supertungviktsboxning 2000 i Sydney. I semifinalen slogs han ut av Muchtarchan Dildäbekov från Kazakstan.